# Sacsa
La Sociedad de Autotransportes Cartago S.A., más conocida por SACSA, fue una empresa de transporte de pasajeros que operaba desde la ciudad de Cartago, Costa Rica.
Funcionó desde 1946 hasta 2006, cuando era concesionaria de la ruta 300 San José - Cartago y sus ramales y modalidades de autobuses.

## Historia
La empresa SACSA, fundada en 1946, funcionaba mediante concesiones individuales según las cuales cada socio trabajaba su autobús. Sin embargo, hace tres meses la sociedad intentó implementar el sistema de caja única y las utilidades empezaron a disminuir considerablemente, lo que causó malestar ante la imposibilidad de revisar los libros de contabilidad y consecuentemente dio lugar a serias diferencias  entre ellos y los socios "principales", esencialmente respecto del manejo de las finanzas.
Incluso, se presentó una denuncia por administración fraudulenta ante la Fiscalía de Cartago. Este conflicto culminó con la eliminación del permiso de circulación de sus unidades, ante su negativa de venderlas a los socios principales en sumas ridículas de dinero. Esto gracias a que el 13 de diciembre del año pasado, el 18 de febrero del año en curso y el 12 de abril siguiente, el apoderado de la empresa SACSA solicitó ante el Consejo de Transporte Público "certificación de flota óptima", bajo el argumento de cambio en su organización y sustitución de unidades, cuando lo que pretendía en el fondo era sustituir justamente sus unidades –que no son las más antiguas, ni las más deterioradas– por unidades adquiridas por los socios mayoritarios.
De esta manera, se pretendía sacar de circulación sus unidades , lo que precisamente ocurrió. El Departamento de Administración de Concesiones del Consejo de Transporte Público, mediante oficio N° 0202239 de fecha 23 de abril de 2002, aceptó en su totalidad la petición de flota presentada por SACSA a través de su apoderado y recomendó al Consejo de Transporte Público la inscripción de flota óptima.
El Consejo, mediante el artículo 33 de la sesión ordinaria N° 43-21002 del 11 de junio de 2002, conoció el informe indicado, aprobando y modificando la flota óptima autorizada a la empresa SACSA, excluyendo las unidades de los socios no principales y por el contrario autorizó unidades con más de 15 años de antigüedad y busetas, pese a que la concesión es de buses –como es el caso de sus unidades– y que el Reglamento de Vida Máxima Autorizada para las Unidades de Transporte Colectivo Remunerado de Personas y Servicios Especiales establece que las unidades que se dedican a esta actividad no podrán contar con un rango de antigüedad superior a los 15 años que sí respetan sus unidades. Lo correcto y legal hubiese sido sacar de circulación las unidades más antiguas, por modelo y no justamente las que pertenecen a los socios que instauraron la denuncia contra la empresa.
Lo extraño sobre la actuación de la Administración con respecto a este caso, es que una vez que se comunicó el acuerdo de la Junta Directiva del Consejo, inmediatamente fueron enviados oficiales de tránsito para sacarlos de circulación y hacerles partes por ser piratas y no contar con la autorización debida. Lo más grave, es que el Consejo recurrido violentó el principio del debido proceso por cuanto en forma antojadiza, arbitraria e intempestiva se adoptó el acuerdo cuestionado, que beneficia única y exclusivamente a los socios mayoritarios, a pesar de que conocía la situación existente en la empresa por la existencia de denuncias y por el interés de que ha sido objeto en los medios de comunicación pública.
En síntesis, dispuso este acto sin concederse proceso u oportunidad previa para que ellos, como perjudicados directos, pudiesen oponerse. Ni el Departamento de Administración de Concesiones ni el Consejo de Transporte Público les concedió audiencia previa para manifestarse sobre la petición de SACSA, a pesar de que es de conocimiento público la situación interna que existe en la citada sociedad, ni siquiera se realizó un estudio o investigación previa a fin de determinar la situación real de las unidades sustituidas y de las nuevas, por lo que se les dejó en un estado de indefensión.